# Maccabi Ahi Nazareth
Maccabi Ahi Nazareth (Hebreeuws: מועדון כדורגל מכבי אחי נצרת, Mo'adon Kaduregel Makabi Aḥi Natzrat, Arabisch: نادي كرة القدم مكابي اخاء الناصرة, Nādī Kurat al-Qadam Makābī ’Aḫā’ an-Nāṣira) is een Arabisch-Israëlische voetbalclub uit Nazareth.
De club is een van de Arabische topclubs van het land. Tot 1975 speelde de club in de Liga Gimmel, de laagste divisie van het land. Daarna klom de club langzaam op. In 2003 promoveerde de club naar de hoogste klasse, waarin de club het 3de Arabische team uit de geschiedenis was. Na één seizoen werd Maccabi echter terug naar de 2de klasse verwezen. In 2009 werd de club zesde, maar doordat de hoogste klasse werd uitgebreid van 12 naar 16 teams promoveerden de eerste vijf en moest de nummer zes een play-off spelen die Maccabi won van Hakoah Amidar Ramat Gan. In 2010 degradeerde de club naar de Liga Leumit.

## Eindklasseringen vanaf 2000
| Seizoen | Competitie      | Niveau | Eindstand | Beker        | Opmerking                                                             |
| ------- | --------------- | ------ | --------- | ------------ | --------------------------------------------------------------------- |
| 1999/00 | Liga Leumit     | II     | 9         | 8e finale    |                                                                       |
| 2000/01 | Liga Leumit     | II     | 10        | 8e finale    | Liga-topscorer: Abed Titi (22)                                        |
| 2001/02 | Liga Leumit     | II     | 8         | 8e ronde     |                                                                       |
| 2002/03 | Liga Leumit     | II     | 1         | 8e finale    |                                                                       |
| 2003/04 | Ligat Ha'Al     | I      | 12        | kwartfinale  |                                                                       |
| 2004/05 | Liga Leumit     | II     | 11        | 9e ronde     |                                                                       |
| 2005/06 | Liga Artzit     | III    | 2         | 9e ronde     |                                                                       |
| 2006/07 | Liga Leumit     | II     | 8         | 9e ronde     |                                                                       |
| 2007/08 | Liga Leumit     | II     | 9         | 8e finale    |                                                                       |
| 2008/09 | Liga Leumit     | II     | 6         | kwartfinale  | pd-wedstrijden > Hakoah Amidar Ramat Gan: 2-1 (T) / 2-1 (U)           |
| 2009/10 | Ligat Ha'Al     | I      | 16        | 8e ronde     |                                                                       |
| 2010/11 | Liga Leumit     | II     | 9         | 8e ronde     |                                                                       |
| 2011/12 | Liga Leumit     | II     | 4         | 7e ronde     |                                                                       |
| 2012/13 | Liga Leumit     | II     | 10        | 8e ronde     |                                                                       |
| 2013/14 | Liga Leumit     | II     | 4         |              |                                                                       |
| 2014/15 | Liga Leumit     | II     | 7         | halve finale |                                                                       |
| 2015/16 | Liga Leumit     | II     | 7         | 8e ronde     |                                                                       |
| 2016/17 | Liga Leumit     | II     | 8         | 8e ronde     |                                                                       |
| 2017/18 | Liga Leumit     | II     | 6         | 8e ronde     |                                                                       |
| 2018/19 | Liga Leumit     | II     | 11        | 8e ronde     |                                                                       |
| 2019/20 | Liga Leumit     | II     | 13        | 7e ronde     |                                                                       |
| 2020/21 | Liga Leumit     | II     | 11        | 7e ronde     |                                                                       |
| 2021/22 | Liga Leumit     | II     | 9         | 8e finale    |                                                                       |
| 2022/23 | Liga Leumit     | II     | 15        | 8e finale    |                                                                       |
| 2023/24 | Liga Alef-Zuid  | III    | 6         | 8e ronde     |                                                                       |
| 2024/25 | Liga Alef-Noord | III    | 14        | 6e ronde     | Vanwege de oorlog in de Gazastrook is de competitie niet uitgespeeld. |